# Union patronale suisse
L'Union patronale suisse  est une association faîtière suisse. Elle regroupe quelque 80 associations patronales régionales et sectorielles, de même qu’un certain nombre d’entreprises individuelles.
Elle propose ses services à plus de 100 000 petites, moyennes et grandes entreprises occupant près de 2 millions de travailleurs de tous les secteurs économiques. Les deux autres organisations patronales reconnus au niveau fédéral suisse sont Économiesuisse et l'Union suisse des arts et métiers (USAM). Il existe une répartition des tâches entre ces trois associations faîtières.

## Politique de l'Union
L’Union patronale suisse est une porte-parole des intérêts patronat suisse, au sein du monde économique et politique, ainsi que du grand public. Elle contribue à la négociation de conditions-cadre de la place économique suisse et à la réalisation d’une économie de marché libérale et sociale.
Ses domaines d’activité et thèmes de préoccupation sont :
- le marché du travail, le droit du travail, les relations avec les partenaires sociaux (y compris la sécurité et santé au travail) ;
- la formation, la formation professionnelle de base et la formation continue ;
- la politique sociale, les assurances sociales et la politique de la santé ;
- la politique patronale internationale.

## Organisation
L’organe suprême de l’Union patronale suisse est l’Assemblée des membres. Elle décide de l’orientation de la politique de l’association, approuve le compte annuel et le rapport annuel et élit les membres du Comité. Le Comité se compose de représentants des associations régionales et de branches affiliées ainsi que de personnes élues librement. Il fixe les directives de la politique d’association, arrête les positions de fond de l’association et élit le Comité de direction, qui se compose de 10 à 14 membres du Comité.
Le Comité de direction est chargé de diriger l’association dans le cadre des statuts et des directives du Comité. Il décide du budget, se prononce sur des orientations et des prises de position importantes, accompagne les efforts de coordination de la politique de l’association avec ses membres et maintient le contact avec le monde politique, les autorités et d’autres associations économiques. Le Comité de direction et le Comité sont dirigés par le président. Enfin, le secrétariat remplit les tâches opérationnelles de l’association.